# Dublin-Castle-Kamm
Der Dublin-Castle-Kamm ist ein archäologischer Fund, der bei den Ausgrabungen von 1961/62 am Dublin Castle in Dublin, Irland, entdeckt wurde. Es handelt sich um einen aus einem Knochen gefertigten Kamm, in welchen eine Ogham-Inschrift eingeritzt ist. Der Fund wird ins 11. bis 12. Jahrhundert n. Chr. datiert.

## Beschreibung
Der Dublin-Castle-Kamm hat zur Unterscheidung von den beiden anderen Kämmen, die ebenfalls am Dublin Castle gefunden wurden, jedoch keine Ogham-Inschrift aufweisen, die Registrierungsnummer B 54. Der aus Knochen hergestellte Kamm hat eine Länge von 15,2 cm, eine Breite von 3,4 cm und eine Dicke (einschließlich Seitenplatten) von 1,1 cm.
Beim Dublin-Castle-Kamm handelt es sich um einen Dreilagenkamm mit fünf einzelnen Zahnplatten. Diese werden von zwei Seitenplatten, die seitlich an den Zahnplatten durch vier Eisennieten befestigt sind, zusammengehalten. Die trapezförmigen Seitenplatten haben eine schlanke C-Form und weisen eine lineare karierte Verzierung auf. Der Kamm hat an jeder Längsseite eine Endplatte, die über die beiden Enden der Seitenplatten hinausgeht. Auf je 5 mm kommen, gemessen an der Zahnbasis und nicht an den Spitzen der Zähne, durchschnittlich zwei bis drei Zähne.
Der Dublin-Castle-Kamm hat die Ogham-Inschrift ᚛ᚐᚅᚓ᚜ (ANE). Wahrscheinlich handelt es sich um den Namen des Besitzers.

## Besonderheit
Der Dublin-Castle-Kamm gehört zu den bis heute in der Ogham-Fachliteratur nur zwölf erwähnten Kleinfunden, also Funde, bei denen die Ogham-Zeichen nicht in Steinplatten und Steinsäulen (etwa 400), sondern in kleine Objekte (vorwiegend Alltagsgegenstände) eingeritzt sind. Davon wurden einschließlich des Dublin-Castle-Kamms sechs in Irland entdeckt, nämlich noch die Ballyspellan-Fibel, der Ballinderry-Würfel, die Ennis-Perle, die Kilgulbin-Hängeschüssel und der Tullycommon-Knochen.